# حیوان (فیلم ۲۰۲۳)
حیوان (به انگلیسی: Animal) فیلمی هندی محصول سال ۲۰۲۳ و به کارگردانی ساندیپ ردی وانگا است. در این فیلم بازیگرانی همچون رانبیر کاپور، آنیل کاپور، بابی دئول، راشمیکا ماندانا، تریپتی دیمری، شاکتی کاپور، پریم چوپرا، سورش اوبروی، ویوک شارما و اوپندرا لیمایه بازی کرده‌اند.

## داستان
رانویجی «ویجی» سینگ (رانبیر کاپور) از سوء قصد به پدرش مطلع می‌شود و تصمیم می‌گیرد تا انتقام بگیرد و …

## اکران
این فیلم به‌طور رسمی در ژانویهٔ ۲۰۲۱ به همراه عنوانش معرفی شد. تصویربرداری اصلی در آوریل ۲۰۲۲ آغاز شد و تا آوریل ۲۰۲۳ به پایان رسید. این فیلم با مدت زمان ۲۰۱ دقیقه (۳ ساعت و ۲۱ دقیقه)، یکی از طولانی‌ترین فیلم‌های هندی به‌شمار می‌رود.
حیوان در ۱ دسامبر ۲۰۲۳ در قالب‌های استاندارد و آی‌مکس به نمایش درآمد و نقدهای مختلفی از سوی منتقدان دریافت کرد. این فیلم با فروشی پیرامون ۷۸۴٫۴۴ کرور روپیه (۹۸ میلیون دلار آمریکا)، به‌عنوان سومین فیلم هندی پرفروش سال ۲۰۲۳، نهمین فیلم پرفروش هندی و پرفروش‌ترین فیلم هندی درجهٔ A (بزرگسالان) در تاریخ شناخته شد.

## حواشی
سکانسی از فیلم که در آن از یک آهنگ به سبک بندری ایرانی با نام جمال قدو استفاده شده بود مورد توجه کاربران هندی و ایرانی در فضای مجازی قرار گرفت و حتی کاربران دیگر کشورها نیز به ساخت کلیپ با این آهنگ در فضای مجازی پرداختند .